# Liste der Kulturdenkmale in Berlin-Malchow

Lage von Malchow in Berlin

In der Liste der Kulturdenkmale von Malchow sind die Kulturdenkmale des Berliner Ortsteils Malchow im Bezirk Lichtenberg aufgeführt.

## Denkmalbereiche (Ensembles)
| Nr.      | Lage                                                                                   | Offizielle Bezeichnung | Bestandteile / Beschreibung                                                                                                | Bild                                |
| -------- | -------------------------------------------------------------------------------------- | --- | --- | ----------------------------------- |
| 09045398 | Dorfstraße 1L-4A, 7–10, 12–14, 17–24A, 27–38D, 40, 41–42D Wartenberger Weg 2A/4 (Lage) | Dorfstraße Malchow, Dorfaue mit Kirchhof, Kapelle und Kirchhofsmauer, Gutsanlage und Hofanlagen Gesamtanlage siehe: Wartenberger Weg 4 Baudenkmale siehe: Dorfstraße 8, 9 (Herrenhaus), (Pförtnerhäuschen), (Wirtschaftsgebäude), 37, 38A-B, 40, Friedhofskapelle | Weitere Bestandteile des Ensembles:                                                                                        | Weitere Bestandteile des Ensembles: |
| 09045398 | Dorfstraße 1L-4A, 7–10, 12–14, 17–24A, 27–38D, 40, 41–42D Wartenberger Weg 2A/4 (Lage) | Dorfstraße Malchow, Dorfaue mit Kirchhof, Kapelle und Kirchhofsmauer, Gutsanlage und Hofanlagen Gesamtanlage siehe: Wartenberger Weg 4 Baudenkmale siehe: Dorfstraße 8, 9 (Herrenhaus), (Pförtnerhäuschen), (Wirtschaftsgebäude), 37, 38A-B, 40, Friedhofskapelle | 09045399 – Dorfstraße 2, Vierseithof mit Wohnhaus, um 1890                                                                 |                                     |
| 09045398 | Dorfstraße 1L-4A, 7–10, 12–14, 17–24A, 27–38D, 40, 41–42D Wartenberger Weg 2A/4 (Lage) | Dorfstraße Malchow, Dorfaue mit Kirchhof, Kapelle und Kirchhofsmauer, Gutsanlage und Hofanlagen Gesamtanlage siehe: Wartenberger Weg 4 Baudenkmale siehe: Dorfstraße 8, 9 (Herrenhaus), (Pförtnerhäuschen), (Wirtschaftsgebäude), 37, 38A-B, 40, Friedhofskapelle | Scheune und Stall, 1888 |                                     |
| 09045398 | Dorfstraße 1L-4A, 7–10, 12–14, 17–24A, 27–38D, 40, 41–42D Wartenberger Weg 2A/4 (Lage) | Dorfstraße Malchow, Dorfaue mit Kirchhof, Kapelle und Kirchhofsmauer, Gutsanlage und Hofanlagen Gesamtanlage siehe: Wartenberger Weg 4 Baudenkmale siehe: Dorfstraße 8, 9 (Herrenhaus), (Pförtnerhäuschen), (Wirtschaftsgebäude), 37, 38A-B, 40, Friedhofskapelle | Umbau Wirtschaftsgebäude und Pflasterung 1925, 1935                                                                        |                                     |
| 09045398 | Dorfstraße 1L-4A, 7–10, 12–14, 17–24A, 27–38D, 40, 41–42D Wartenberger Weg 2A/4 (Lage) | Dorfstraße Malchow, Dorfaue mit Kirchhof, Kapelle und Kirchhofsmauer, Gutsanlage und Hofanlagen Gesamtanlage siehe: Wartenberger Weg 4 Baudenkmale siehe: Dorfstraße 8, 9 (Herrenhaus), (Pförtnerhäuschen), (Wirtschaftsgebäude), 37, 38A-B, 40, Friedhofskapelle | 09045400 – Dorfstraße 3, 3A, Wohnhaus, um 1875                                                                             |                                     |
| 09045398 | Dorfstraße 1L-4A, 7–10, 12–14, 17–24A, 27–38D, 40, 41–42D Wartenberger Weg 2A/4 (Lage) | Dorfstraße Malchow, Dorfaue mit Kirchhof, Kapelle und Kirchhofsmauer, Gutsanlage und Hofanlagen Gesamtanlage siehe: Wartenberger Weg 4 Baudenkmale siehe: Dorfstraße 8, 9 (Herrenhaus), (Pförtnerhäuschen), (Wirtschaftsgebäude), 37, 38A-B, 40, Friedhofskapelle | Teilverlust: Scheune, um 1890, 2024 aberkannt                                                                              |                                     |
| 09045398 | Dorfstraße 1L-4A, 7–10, 12–14, 17–24A, 27–38D, 40, 41–42D Wartenberger Weg 2A/4 (Lage) | Dorfstraße Malchow, Dorfaue mit Kirchhof, Kapelle und Kirchhofsmauer, Gutsanlage und Hofanlagen Gesamtanlage siehe: Wartenberger Weg 4 Baudenkmale siehe: Dorfstraße 8, 9 (Herrenhaus), (Pförtnerhäuschen), (Wirtschaftsgebäude), 37, 38A-B, 40, Friedhofskapelle | 09045401 – Dorfstraße 4, 4A, Wohnhaus, um 1840                                                                             |                                     |
| 09045398 | Dorfstraße 1L-4A, 7–10, 12–14, 17–24A, 27–38D, 40, 41–42D Wartenberger Weg 2A/4 (Lage) | Dorfstraße Malchow, Dorfaue mit Kirchhof, Kapelle und Kirchhofsmauer, Gutsanlage und Hofanlagen Gesamtanlage siehe: Wartenberger Weg 4 Baudenkmale siehe: Dorfstraße 8, 9 (Herrenhaus), (Pförtnerhäuschen), (Wirtschaftsgebäude), 37, 38A-B, 40, Friedhofskapelle | Ställe, um 1890 |                                     |
| 09045398 | Dorfstraße 1L-4A, 7–10, 12–14, 17–24A, 27–38D, 40, 41–42D Wartenberger Weg 2A/4 (Lage) | Dorfstraße Malchow, Dorfaue mit Kirchhof, Kapelle und Kirchhofsmauer, Gutsanlage und Hofanlagen Gesamtanlage siehe: Wartenberger Weg 4 Baudenkmale siehe: Dorfstraße 8, 9 (Herrenhaus), (Pförtnerhäuschen), (Wirtschaftsgebäude), 37, 38A-B, 40, Friedhofskapelle | 09045402 – Dorfstraße 7, Hofanlage: Wohnhaus, um 1870                                                                      |                                     |
| 09045398 | Dorfstraße 1L-4A, 7–10, 12–14, 17–24A, 27–38D, 40, 41–42D Wartenberger Weg 2A/4 (Lage) | Dorfstraße Malchow, Dorfaue mit Kirchhof, Kapelle und Kirchhofsmauer, Gutsanlage und Hofanlagen Gesamtanlage siehe: Wartenberger Weg 4 Baudenkmale siehe: Dorfstraße 8, 9 (Herrenhaus), (Pförtnerhäuschen), (Wirtschaftsgebäude), 37, 38A-B, 40, Friedhofskapelle | Scheune und Ställe, um 1870 und um 1900                                                                                    |                                     |
| 09045398 | Dorfstraße 1L-4A, 7–10, 12–14, 17–24A, 27–38D, 40, 41–42D Wartenberger Weg 2A/4 (Lage) | Dorfstraße Malchow, Dorfaue mit Kirchhof, Kapelle und Kirchhofsmauer, Gutsanlage und Hofanlagen Gesamtanlage siehe: Wartenberger Weg 4 Baudenkmale siehe: Dorfstraße 8, 9 (Herrenhaus), (Pförtnerhäuschen), (Wirtschaftsgebäude), 37, 38A-B, 40, Friedhofskapelle | 09045405 – Dorfstraße 9, 9 / Wartenberger Weg 2C-E, ehem. Gutshof, Rest der Schnapsbrennerei, Kuhstall und Scheune um 1865 | Bild gesucht BW                     |
| 09045398 | Dorfstraße 1L-4A, 7–10, 12–14, 17–24A, 27–38D, 40, 41–42D Wartenberger Weg 2A/4 (Lage) | Dorfstraße Malchow, Dorfaue mit Kirchhof, Kapelle und Kirchhofsmauer, Gutsanlage und Hofanlagen Gesamtanlage siehe: Wartenberger Weg 4 Baudenkmale siehe: Dorfstraße 8, 9 (Herrenhaus), (Pförtnerhäuschen), (Wirtschaftsgebäude), 37, 38A-B, 40, Friedhofskapelle | Scheune und Wirtschaftsgebäude des Rieselgutes, um 1885                                                                    |                                     |
| 09045398 | Dorfstraße 1L-4A, 7–10, 12–14, 17–24A, 27–38D, 40, 41–42D Wartenberger Weg 2A/4 (Lage) | Dorfstraße Malchow, Dorfaue mit Kirchhof, Kapelle und Kirchhofsmauer, Gutsanlage und Hofanlagen Gesamtanlage siehe: Wartenberger Weg 4 Baudenkmale siehe: Dorfstraße 8, 9 (Herrenhaus), (Pförtnerhäuschen), (Wirtschaftsgebäude), 37, 38A-B, 40, Friedhofskapelle | 09045406 – Dorfstraße 10, Wohnhaus                                                                                         |                                     |
| 09045398 | Dorfstraße 1L-4A, 7–10, 12–14, 17–24A, 27–38D, 40, 41–42D Wartenberger Weg 2A/4 (Lage) | Dorfstraße Malchow, Dorfaue mit Kirchhof, Kapelle und Kirchhofsmauer, Gutsanlage und Hofanlagen Gesamtanlage siehe: Wartenberger Weg 4 Baudenkmale siehe: Dorfstraße 8, 9 (Herrenhaus), (Pförtnerhäuschen), (Wirtschaftsgebäude), 37, 38A-B, 40, Friedhofskapelle | 09045407 – Dorfstraße 12–13, Hofanlage, um 1885                                                                            |                                     |
| 09045398 | Dorfstraße 1L-4A, 7–10, 12–14, 17–24A, 27–38D, 40, 41–42D Wartenberger Weg 2A/4 (Lage) | Dorfstraße Malchow, Dorfaue mit Kirchhof, Kapelle und Kirchhofsmauer, Gutsanlage und Hofanlagen Gesamtanlage siehe: Wartenberger Weg 4 Baudenkmale siehe: Dorfstraße 8, 9 (Herrenhaus), (Pförtnerhäuschen), (Wirtschaftsgebäude), 37, 38A-B, 40, Friedhofskapelle | 09045408 – Dorfstraße 14, Scheune, zwei Ställe, um 1885                                                                    |                                     |
| 09045398 | Dorfstraße 1L-4A, 7–10, 12–14, 17–24A, 27–38D, 40, 41–42D Wartenberger Weg 2A/4 (Lage) | Dorfstraße Malchow, Dorfaue mit Kirchhof, Kapelle und Kirchhofsmauer, Gutsanlage und Hofanlagen Gesamtanlage siehe: Wartenberger Weg 4 Baudenkmale siehe: Dorfstraße 8, 9 (Herrenhaus), (Pförtnerhäuschen), (Wirtschaftsgebäude), 37, 38A-B, 40, Friedhofskapelle | 09045410 – Dorfstraße 17, Hofanlage mit Wohnhaus, Mauer und Vorgarteneinfriedung, um 1880                                  |                                     |
| 09045398 | Dorfstraße 1L-4A, 7–10, 12–14, 17–24A, 27–38D, 40, 41–42D Wartenberger Weg 2A/4 (Lage) | Dorfstraße Malchow, Dorfaue mit Kirchhof, Kapelle und Kirchhofsmauer, Gutsanlage und Hofanlagen Gesamtanlage siehe: Wartenberger Weg 4 Baudenkmale siehe: Dorfstraße 8, 9 (Herrenhaus), (Pförtnerhäuschen), (Wirtschaftsgebäude), 37, 38A-B, 40, Friedhofskapelle | Stall, um 1880, Scheune, um 1890                                                                                           |                                     |
| 09045398 | Dorfstraße 1L-4A, 7–10, 12–14, 17–24A, 27–38D, 40, 41–42D Wartenberger Weg 2A/4 (Lage) | Dorfstraße Malchow, Dorfaue mit Kirchhof, Kapelle und Kirchhofsmauer, Gutsanlage und Hofanlagen Gesamtanlage siehe: Wartenberger Weg 4 Baudenkmale siehe: Dorfstraße 8, 9 (Herrenhaus), (Pförtnerhäuschen), (Wirtschaftsgebäude), 37, 38A-B, 40, Friedhofskapelle | 09045411 – Dorfstraße 18, Wohnhaus, um 1890                                                                                |                                     |
| 09045398 | Dorfstraße 1L-4A, 7–10, 12–14, 17–24A, 27–38D, 40, 41–42D Wartenberger Weg 2A/4 (Lage) | Dorfstraße Malchow, Dorfaue mit Kirchhof, Kapelle und Kirchhofsmauer, Gutsanlage und Hofanlagen Gesamtanlage siehe: Wartenberger Weg 4 Baudenkmale siehe: Dorfstraße 8, 9 (Herrenhaus), (Pförtnerhäuschen), (Wirtschaftsgebäude), 37, 38A-B, 40, Friedhofskapelle | Nebengebäude |                                     |
| 09045398 | Dorfstraße 1L-4A, 7–10, 12–14, 17–24A, 27–38D, 40, 41–42D Wartenberger Weg 2A/4 (Lage) | Dorfstraße Malchow, Dorfaue mit Kirchhof, Kapelle und Kirchhofsmauer, Gutsanlage und Hofanlagen Gesamtanlage siehe: Wartenberger Weg 4 Baudenkmale siehe: Dorfstraße 8, 9 (Herrenhaus), (Pförtnerhäuschen), (Wirtschaftsgebäude), 37, 38A-B, 40, Friedhofskapelle | 09045412 – Dorfstraße 19, Wohnhaus, um 1850 und Einfriedung, um 1900                                                       |                                     |
| 09045398 | Dorfstraße 1L-4A, 7–10, 12–14, 17–24A, 27–38D, 40, 41–42D Wartenberger Weg 2A/4 (Lage) | Dorfstraße Malchow, Dorfaue mit Kirchhof, Kapelle und Kirchhofsmauer, Gutsanlage und Hofanlagen Gesamtanlage siehe: Wartenberger Weg 4 Baudenkmale siehe: Dorfstraße 8, 9 (Herrenhaus), (Pförtnerhäuschen), (Wirtschaftsgebäude), 37, 38A-B, 40, Friedhofskapelle | Teilverlust: Stallgebäude, um 1890, 2024 aberkannt                                                                         |                                     |
| 09045398 | Dorfstraße 1L-4A, 7–10, 12–14, 17–24A, 27–38D, 40, 41–42D Wartenberger Weg 2A/4 (Lage) | Dorfstraße Malchow, Dorfaue mit Kirchhof, Kapelle und Kirchhofsmauer, Gutsanlage und Hofanlagen Gesamtanlage siehe: Wartenberger Weg 4 Baudenkmale siehe: Dorfstraße 8, 9 (Herrenhaus), (Pförtnerhäuschen), (Wirtschaftsgebäude), 37, 38A-B, 40, Friedhofskapelle | 09045413 – Dorfstraße 20, Scheune, 1898                                                                                    |                                     |
| 09045398 | Dorfstraße 1L-4A, 7–10, 12–14, 17–24A, 27–38D, 40, 41–42D Wartenberger Weg 2A/4 (Lage) | Dorfstraße Malchow, Dorfaue mit Kirchhof, Kapelle und Kirchhofsmauer, Gutsanlage und Hofanlagen Gesamtanlage siehe: Wartenberger Weg 4 Baudenkmale siehe: Dorfstraße 8, 9 (Herrenhaus), (Pförtnerhäuschen), (Wirtschaftsgebäude), 37, 38A-B, 40, Friedhofskapelle | Gesindehausteil, um 1890                                                                                                   |                                     |
| 09045398 | Dorfstraße 1L-4A, 7–10, 12–14, 17–24A, 27–38D, 40, 41–42D Wartenberger Weg 2A/4 (Lage) | Dorfstraße Malchow, Dorfaue mit Kirchhof, Kapelle und Kirchhofsmauer, Gutsanlage und Hofanlagen Gesamtanlage siehe: Wartenberger Weg 4 Baudenkmale siehe: Dorfstraße 8, 9 (Herrenhaus), (Pförtnerhäuschen), (Wirtschaftsgebäude), 37, 38A-B, 40, Friedhofskapelle | 09045414 – Dorfstraße 21, 21A, Wohnhaus, 1934                                                                              |                                     |
| 09045398 | Dorfstraße 1L-4A, 7–10, 12–14, 17–24A, 27–38D, 40, 41–42D Wartenberger Weg 2A/4 (Lage) | Dorfstraße Malchow, Dorfaue mit Kirchhof, Kapelle und Kirchhofsmauer, Gutsanlage und Hofanlagen Gesamtanlage siehe: Wartenberger Weg 4 Baudenkmale siehe: Dorfstraße 8, 9 (Herrenhaus), (Pförtnerhäuschen), (Wirtschaftsgebäude), 37, 38A-B, 40, Friedhofskapelle | Scheune, Stall mit Gesindeteil, um 1890                                                                                    |                                     |
| 09045398 | Dorfstraße 1L-4A, 7–10, 12–14, 17–24A, 27–38D, 40, 41–42D Wartenberger Weg 2A/4 (Lage) | Dorfstraße Malchow, Dorfaue mit Kirchhof, Kapelle und Kirchhofsmauer, Gutsanlage und Hofanlagen Gesamtanlage siehe: Wartenberger Weg 4 Baudenkmale siehe: Dorfstraße 8, 9 (Herrenhaus), (Pförtnerhäuschen), (Wirtschaftsgebäude), 37, 38A-B, 40, Friedhofskapelle | 09045416 – Dorfstraße 23, Wohnhaus, um 1875                                                                                |                                     |
| 09045398 | Dorfstraße 1L-4A, 7–10, 12–14, 17–24A, 27–38D, 40, 41–42D Wartenberger Weg 2A/4 (Lage) | Dorfstraße Malchow, Dorfaue mit Kirchhof, Kapelle und Kirchhofsmauer, Gutsanlage und Hofanlagen Gesamtanlage siehe: Wartenberger Weg 4 Baudenkmale siehe: Dorfstraße 8, 9 (Herrenhaus), (Pförtnerhäuschen), (Wirtschaftsgebäude), 37, 38A-B, 40, Friedhofskapelle | 09045417 – Dorfstraße 24A, Wohnhaus, um 1900                                                                               |                                     |
| 09045398 | Dorfstraße 1L-4A, 7–10, 12–14, 17–24A, 27–38D, 40, 41–42D Wartenberger Weg 2A/4 (Lage) | Dorfstraße Malchow, Dorfaue mit Kirchhof, Kapelle und Kirchhofsmauer, Gutsanlage und Hofanlagen Gesamtanlage siehe: Wartenberger Weg 4 Baudenkmale siehe: Dorfstraße 8, 9 (Herrenhaus), (Pförtnerhäuschen), (Wirtschaftsgebäude), 37, 38A-B, 40, Friedhofskapelle | 09045418 – Dorfstraße 27, Wohnhaus, um 1870                                                                                |                                     |
| 09045398 | Dorfstraße 1L-4A, 7–10, 12–14, 17–24A, 27–38D, 40, 41–42D Wartenberger Weg 2A/4 (Lage) | Dorfstraße Malchow, Dorfaue mit Kirchhof, Kapelle und Kirchhofsmauer, Gutsanlage und Hofanlagen Gesamtanlage siehe: Wartenberger Weg 4 Baudenkmale siehe: Dorfstraße 8, 9 (Herrenhaus), (Pförtnerhäuschen), (Wirtschaftsgebäude), 37, 38A-B, 40, Friedhofskapelle | 09045419 – Dorfstraße 27B, Scheune, um 1900                                                                                |                                     |
| 09045398 | Dorfstraße 1L-4A, 7–10, 12–14, 17–24A, 27–38D, 40, 41–42D Wartenberger Weg 2A/4 (Lage) | Dorfstraße Malchow, Dorfaue mit Kirchhof, Kapelle und Kirchhofsmauer, Gutsanlage und Hofanlagen Gesamtanlage siehe: Wartenberger Weg 4 Baudenkmale siehe: Dorfstraße 8, 9 (Herrenhaus), (Pförtnerhäuschen), (Wirtschaftsgebäude), 37, 38A-B, 40, Friedhofskapelle | 09045420 – Dorfstraße 28, Scheune, um 1890                                                                                 |                                     |
| 09045398 | Dorfstraße 1L-4A, 7–10, 12–14, 17–24A, 27–38D, 40, 41–42D Wartenberger Weg 2A/4 (Lage) | Dorfstraße Malchow, Dorfaue mit Kirchhof, Kapelle und Kirchhofsmauer, Gutsanlage und Hofanlagen Gesamtanlage siehe: Wartenberger Weg 4 Baudenkmale siehe: Dorfstraße 8, 9 (Herrenhaus), (Pförtnerhäuschen), (Wirtschaftsgebäude), 37, 38A-B, 40, Friedhofskapelle | 09045421 – Dorfstraße 28A, Stallgebäude, um 1890, Umbau zum Wohnhaus, 1913 von Emil Große                                  |                                     |
| 09045398 | Dorfstraße 1L-4A, 7–10, 12–14, 17–24A, 27–38D, 40, 41–42D Wartenberger Weg 2A/4 (Lage) | Dorfstraße Malchow, Dorfaue mit Kirchhof, Kapelle und Kirchhofsmauer, Gutsanlage und Hofanlagen Gesamtanlage siehe: Wartenberger Weg 4 Baudenkmale siehe: Dorfstraße 8, 9 (Herrenhaus), (Pförtnerhäuschen), (Wirtschaftsgebäude), 37, 38A-B, 40, Friedhofskapelle | 09045422 – Dorfstraße 29, Wohnhaus, nach 1850                                                                              |                                     |
| 09045398 | Dorfstraße 1L-4A, 7–10, 12–14, 17–24A, 27–38D, 40, 41–42D Wartenberger Weg 2A/4 (Lage) | Dorfstraße Malchow, Dorfaue mit Kirchhof, Kapelle und Kirchhofsmauer, Gutsanlage und Hofanlagen Gesamtanlage siehe: Wartenberger Weg 4 Baudenkmale siehe: Dorfstraße 8, 9 (Herrenhaus), (Pförtnerhäuschen), (Wirtschaftsgebäude), 37, 38A-B, 40, Friedhofskapelle | Wirtschaftsgebäude, um 1890, 1927                                                                                          |                                     |
| 09045398 | Dorfstraße 1L-4A, 7–10, 12–14, 17–24A, 27–38D, 40, 41–42D Wartenberger Weg 2A/4 (Lage) | Dorfstraße Malchow, Dorfaue mit Kirchhof, Kapelle und Kirchhofsmauer, Gutsanlage und Hofanlagen Gesamtanlage siehe: Wartenberger Weg 4 Baudenkmale siehe: Dorfstraße 8, 9 (Herrenhaus), (Pförtnerhäuschen), (Wirtschaftsgebäude), 37, 38A-B, 40, Friedhofskapelle | 09045423 – Dorfstraße 30, Scheune, um 1900                                                                                 |                                     |
| 09045398 | Dorfstraße 1L-4A, 7–10, 12–14, 17–24A, 27–38D, 40, 41–42D Wartenberger Weg 2A/4 (Lage) | Dorfstraße Malchow, Dorfaue mit Kirchhof, Kapelle und Kirchhofsmauer, Gutsanlage und Hofanlagen Gesamtanlage siehe: Wartenberger Weg 4 Baudenkmale siehe: Dorfstraße 8, 9 (Herrenhaus), (Pförtnerhäuschen), (Wirtschaftsgebäude), 37, 38A-B, 40, Friedhofskapelle | 09045424 – Dorfstraße 31, Hofanlage: Wohnhaus, um 1870                                                                     |                                     |
| 09045398 | Dorfstraße 1L-4A, 7–10, 12–14, 17–24A, 27–38D, 40, 41–42D Wartenberger Weg 2A/4 (Lage) | Dorfstraße Malchow, Dorfaue mit Kirchhof, Kapelle und Kirchhofsmauer, Gutsanlage und Hofanlagen Gesamtanlage siehe: Wartenberger Weg 4 Baudenkmale siehe: Dorfstraße 8, 9 (Herrenhaus), (Pförtnerhäuschen), (Wirtschaftsgebäude), 37, 38A-B, 40, Friedhofskapelle | Scheune, 1902; Stall, um 1880                                                                                              |                                     |
| 09045398 | Dorfstraße 1L-4A, 7–10, 12–14, 17–24A, 27–38D, 40, 41–42D Wartenberger Weg 2A/4 (Lage) | Dorfstraße Malchow, Dorfaue mit Kirchhof, Kapelle und Kirchhofsmauer, Gutsanlage und Hofanlagen Gesamtanlage siehe: Wartenberger Weg 4 Baudenkmale siehe: Dorfstraße 8, 9 (Herrenhaus), (Pförtnerhäuschen), (Wirtschaftsgebäude), 37, 38A-B, 40, Friedhofskapelle | 09045425 – Dorfstraße 32, Hofanlage: Wohnhaus, um 1880                                                                     |                                     |
| 09045398 | Dorfstraße 1L-4A, 7–10, 12–14, 17–24A, 27–38D, 40, 41–42D Wartenberger Weg 2A/4 (Lage) | Dorfstraße Malchow, Dorfaue mit Kirchhof, Kapelle und Kirchhofsmauer, Gutsanlage und Hofanlagen Gesamtanlage siehe: Wartenberger Weg 4 Baudenkmale siehe: Dorfstraße 8, 9 (Herrenhaus), (Pförtnerhäuschen), (Wirtschaftsgebäude), 37, 38A-B, 40, Friedhofskapelle | Stall und Wirtschaftsgebäude, 1898                                                                                         |                                     |
| 09045398 | Dorfstraße 1L-4A, 7–10, 12–14, 17–24A, 27–38D, 40, 41–42D Wartenberger Weg 2A/4 (Lage) | Dorfstraße Malchow, Dorfaue mit Kirchhof, Kapelle und Kirchhofsmauer, Gutsanlage und Hofanlagen Gesamtanlage siehe: Wartenberger Weg 4 Baudenkmale siehe: Dorfstraße 8, 9 (Herrenhaus), (Pförtnerhäuschen), (Wirtschaftsgebäude), 37, 38A-B, 40, Friedhofskapelle | 09045426 – Dorfstraße 33, Wohnhaus, um 1880                                                                                |                                     |
| 09045398 | Dorfstraße 1L-4A, 7–10, 12–14, 17–24A, 27–38D, 40, 41–42D Wartenberger Weg 2A/4 (Lage) | Dorfstraße Malchow, Dorfaue mit Kirchhof, Kapelle und Kirchhofsmauer, Gutsanlage und Hofanlagen Gesamtanlage siehe: Wartenberger Weg 4 Baudenkmale siehe: Dorfstraße 8, 9 (Herrenhaus), (Pförtnerhäuschen), (Wirtschaftsgebäude), 37, 38A-B, 40, Friedhofskapelle | Wirtschaftsgebäude, 1924                                                                                                   |                                     |
| 09045398 | Dorfstraße 1L-4A, 7–10, 12–14, 17–24A, 27–38D, 40, 41–42D Wartenberger Weg 2A/4 (Lage) | Dorfstraße Malchow, Dorfaue mit Kirchhof, Kapelle und Kirchhofsmauer, Gutsanlage und Hofanlagen Gesamtanlage siehe: Wartenberger Weg 4 Baudenkmale siehe: Dorfstraße 8, 9 (Herrenhaus), (Pförtnerhäuschen), (Wirtschaftsgebäude), 37, 38A-B, 40, Friedhofskapelle | 09045427 – Dorfstraße 34, Wohnhaus, um 1850                                                                                |                                     |
| 09045398 | Dorfstraße 1L-4A, 7–10, 12–14, 17–24A, 27–38D, 40, 41–42D Wartenberger Weg 2A/4 (Lage) | Dorfstraße Malchow, Dorfaue mit Kirchhof, Kapelle und Kirchhofsmauer, Gutsanlage und Hofanlagen Gesamtanlage siehe: Wartenberger Weg 4 Baudenkmale siehe: Dorfstraße 8, 9 (Herrenhaus), (Pförtnerhäuschen), (Wirtschaftsgebäude), 37, 38A-B, 40, Friedhofskapelle | Scheune und Stall, um 1880                                                                                                 |                                     |
| 09045398 | Dorfstraße 1L-4A, 7–10, 12–14, 17–24A, 27–38D, 40, 41–42D Wartenberger Weg 2A/4 (Lage) | Dorfstraße Malchow, Dorfaue mit Kirchhof, Kapelle und Kirchhofsmauer, Gutsanlage und Hofanlagen Gesamtanlage siehe: Wartenberger Weg 4 Baudenkmale siehe: Dorfstraße 8, 9 (Herrenhaus), (Pförtnerhäuschen), (Wirtschaftsgebäude), 37, 38A-B, 40, Friedhofskapelle | 09045428 – Dorfstraße 35, Hofanlage mit Wohnhaus, um 1890                                                                  |                                     |
| 09045398 | Dorfstraße 1L-4A, 7–10, 12–14, 17–24A, 27–38D, 40, 41–42D Wartenberger Weg 2A/4 (Lage) | Dorfstraße Malchow, Dorfaue mit Kirchhof, Kapelle und Kirchhofsmauer, Gutsanlage und Hofanlagen Gesamtanlage siehe: Wartenberger Weg 4 Baudenkmale siehe: Dorfstraße 8, 9 (Herrenhaus), (Pförtnerhäuschen), (Wirtschaftsgebäude), 37, 38A-B, 40, Friedhofskapelle | Scheune und Stall, um 1900                                                                                                 |                                     |
| 09045398 | Dorfstraße 1L-4A, 7–10, 12–14, 17–24A, 27–38D, 40, 41–42D Wartenberger Weg 2A/4 (Lage) | Dorfstraße Malchow, Dorfaue mit Kirchhof, Kapelle und Kirchhofsmauer, Gutsanlage und Hofanlagen Gesamtanlage siehe: Wartenberger Weg 4 Baudenkmale siehe: Dorfstraße 8, 9 (Herrenhaus), (Pförtnerhäuschen), (Wirtschaftsgebäude), 37, 38A-B, 40, Friedhofskapelle | 09045429 – Dorfstraße 36, Wohnhaus, um 1890                                                                                |                                     |
| 09045398 | Dorfstraße 1L-4A, 7–10, 12–14, 17–24A, 27–38D, 40, 41–42D Wartenberger Weg 2A/4 (Lage) | Dorfstraße Malchow, Dorfaue mit Kirchhof, Kapelle und Kirchhofsmauer, Gutsanlage und Hofanlagen Gesamtanlage siehe: Wartenberger Weg 4 Baudenkmale siehe: Dorfstraße 8, 9 (Herrenhaus), (Pförtnerhäuschen), (Wirtschaftsgebäude), 37, 38A-B, 40, Friedhofskapelle | Wirtschaftsgebäude, um 1890                                                                                                |                                     |
| 09045398 | Dorfstraße 1L-4A, 7–10, 12–14, 17–24A, 27–38D, 40, 41–42D Wartenberger Weg 2A/4 (Lage) | Dorfstraße Malchow, Dorfaue mit Kirchhof, Kapelle und Kirchhofsmauer, Gutsanlage und Hofanlagen Gesamtanlage siehe: Wartenberger Weg 4 Baudenkmale siehe: Dorfstraße 8, 9 (Herrenhaus), (Pförtnerhäuschen), (Wirtschaftsgebäude), 37, 38A-B, 40, Friedhofskapelle | 09045434 – Dorfstraße 41, 41A, Landarbeiterwohnhaus, um 1890, 1935 Einbau von Wohnungen                                    |                                     |
| 09045398 | Dorfstraße 1L-4A, 7–10, 12–14, 17–24A, 27–38D, 40, 41–42D Wartenberger Weg 2A/4 (Lage) | Dorfstraße Malchow, Dorfaue mit Kirchhof, Kapelle und Kirchhofsmauer, Gutsanlage und Hofanlagen Gesamtanlage siehe: Wartenberger Weg 4 Baudenkmale siehe: Dorfstraße 8, 9 (Herrenhaus), (Pförtnerhäuschen), (Wirtschaftsgebäude), 37, 38A-B, 40, Friedhofskapelle | 09045435 – Dorfstraße 42C, 42D, Wohnhaus mit Einfriedung, um 1870                                                          |                                     |
| 09045398 | Dorfstraße 1L-4A, 7–10, 12–14, 17–24A, 27–38D, 40, 41–42D Wartenberger Weg 2A/4 (Lage) | Dorfstraße Malchow, Dorfaue mit Kirchhof, Kapelle und Kirchhofsmauer, Gutsanlage und Hofanlagen Gesamtanlage siehe: Wartenberger Weg 4 Baudenkmale siehe: Dorfstraße 8, 9 (Herrenhaus), (Pförtnerhäuschen), (Wirtschaftsgebäude), 37, 38A-B, 40, Friedhofskapelle | Teilverlust: Scheune, um 1870, 2024 aberkannt                                                                              |                                     |
| 09045398 | Dorfstraße 1L-4A, 7–10, 12–14, 17–24A, 27–38D, 40, 41–42D Wartenberger Weg 2A/4 (Lage) | Dorfstraße Malchow, Dorfaue mit Kirchhof, Kapelle und Kirchhofsmauer, Gutsanlage und Hofanlagen Gesamtanlage siehe: Wartenberger Weg 4 Baudenkmale siehe: Dorfstraße 8, 9 (Herrenhaus), (Pförtnerhäuschen), (Wirtschaftsgebäude), 37, 38A-B, 40, Friedhofskapelle | 09040100 – Wartenberger Weg 2A, Wirtschaftsgebäude und Stall                                                               |                                     |

## Denkmalbereiche (Gesamtanlagen)
| Nr.      | Lage                      | Offizielle Bezeichnung                                          | Beschreibung             | Bild |
| -------- | ------------------------- | --------------------------------------------------------------- | ------------------------ | ---- |
| 09045436 | Wartenberger Weg 4 (Lage) | Lungenheilanstalt Bestandteil des Ensembles: Dorfstraße Malchow | 1887 (heute: Pflegeheim) |      |
| 09045436 | Wartenberger Weg 4 (Lage) | Lungenheilanstalt Bestandteil des Ensembles: Dorfstraße Malchow | Vorhof                   |      |
| 09045436 | Wartenberger Weg 4 (Lage) | Lungenheilanstalt Bestandteil des Ensembles: Dorfstraße Malchow | Verwaltungsgebäude       |      |

## Baudenkmale
| Nr.      | Lage                    | Offizielle Bezeichnung                                                              | Beschreibung                                                         | Bild                         |
| -------- | ----------------------- | ----------------------------------------------------------------------------------- | -------------------------------------------------------------------- | ---------------------------- |
| 09045432 | Dorfstraße (Lage)       | Friedhofskapelle Bestandteil des Ensembles: Dorfstraße Malchow                      | um 1880                                                              | Dorfstraße, Friedhofskapelle |
| 09045403 | Dorfstraße 8 (Lage)     | Inspektorenwohnhaus Bestandteil des Ensembles: Dorfstraße Malchow                   | um 1890                                                              | Dorfstraße 8                 |
| 09045404 | Dorfstraße 9 (Lage)     | Herrenhaus des Gutshofs Malchow Bestandteil des Ensembles: Dorfstraße Malchow       | Gutshof, 1684–1704, Herrenhaus, 1690, Umbau, 1865–1866               |                              |
| 09045404 | Dorfstraße 9 (Lage)     | Herrenhaus des Gutshofs Malchow Bestandteil des Ensembles: Dorfstraße Malchow       | Freiflächengestaltung, 1865–1866; seit 1882, Rieselgut               |                              |
| 09046005 | Dorfstraße 9 (Lage)     | Pförtnerhaus des Gutshofs Malchow Bestandteil des Ensembles: Dorfstraße Malchow     | Pförtnerhäuschen und erhaltener Torflügel der Einfriedung, wohl 1865 |                              |
| 09046004 | Dorfstraße 9 (Lage)     | Kutscherwohnhaus des Gutshofs Malchow Bestandteil des Ensembles: Dorfstraße Malchow | Wirtschaftsgebäude (Kutscherwohnhaus mit Pferdestall) um 1865        |                              |
| 09045430 | Dorfstraße 37 (Lage)    | Dorfschule Bestandteil des Ensembles: Dorfstraße Malchow                            | 1891                                                                 | Dorfstraße 37                |
| 09045431 | Dorfstraße 38A-B (Lage) | Pfarrhaus Bestandteil des Ensembles: Dorfstraße Malchow                             | um 1865                                                              |                              |
| 09045433 | Dorfstraße 40 (Lage)    | Landarbeiterwohnhaus Bestandteil des Ensembles: Dorfstraße Malchow                  | Landarbeiterwohnhaus, um 1890                                        |                              |
| 09045433 | Dorfstraße 40 (Lage)    | Landarbeiterwohnhaus Bestandteil des Ensembles: Dorfstraße Malchow                  | Nebengebäude, um 1890                                                |                              |